# 45. српска дивизија НОВЈ
45. српска дивизија НОВЈ формирана је 3. септембра 1944. године у селу Трговишту. При оснивању у њен састав су ушле Двадесета, а нешто касније и 23. и 24. српска бригада НОВЈ. Поред њих, априла 1945. имала је у свом саставу инжењеријски, медико-санитетски, батаљон за везу и остало. При формирању имала је око 2100 бораца, 27. септембра 1944. око 5300 бораца, а 1. маја 1945. имала је 10844 бораца. До 13. септембра 1944, налазила се под непосредном командом Главног штаба НОВ и ПО Србије, а потом у саставу Четрнаестог корпуса.
Дивизија је учествовала у борбама за ослобођење источне Србије, дејствујући почетком септембра 1944. на територији Ниш, Сврљиг и Књажевац. Дана 8. септембра, разоружала је око 3000 војника бугарске 24. дивизије у Руњевцу и Јошаници. Дана 11. и 12. септембра код Књажевца је пресекла комуникацију Ниш–Зајечар и онемогућила снабдевање немачкој 1. брдској дивизији у простору Зајечара. Крајем септембра и почетком октобра, садејствујући с јединицама Црвене армије у прелазу југословенско-бугарске границе, угрожавала је својим акцијама позадину немачке 1. брдске дивизије у простору Бољевац, Зајечар, Књажевац. У Нишкој операцији, са деловима 223. дивизије Црвене армије заузела је Књажевац, Алексинац и из правца Сврљига упала у Ниш. Током новембра и децембра, водила је борбе на линији Пожега–Ужице–Варда–Љубовија, а за време зимских операција, јануара 1945, на комуникацији Зворник–Бијељина.
У борбама на планини Озрену разбила је од 8. до 12. фебруара јаку групацију србијанских и црногорских четника, који су уз помоћ немачких снага и усташа покушали да долином Спрече продру у Тузлу. У завршним операцијама (април–мај 1945) учествовала је у саставу Друге армије у ослобођењу Добоја, Дервенте, Босанске Градишке, Босанске Дубице, Сиска и Загреба, а потом у саставу Треће армије у гоњењу непријатеља преко Штајерске у Аустрију.